# Barranco de Loba
Barranco de Loba è un comune della Colombia facente parte del dipartimento di Bolívar.
Il centro abitato venne fondato da Rudesindo Barranco nel 1800, mentre l'istituzione del comune è del 29 aprile 1931.